# Leeming Bar
Leeming Bar – wieś w dystrykcie Hambleton hrabstwa North Yorkshire regionu Yorkshire and the Humber w Anglii.

## Geografia
Położona przy drodze A684 w pobliżu szosy A1 i niedaleko bazy lotniczej RAF Leeming. Na stacji kolejowej Leeming Bar znajduje się główny hangar i stacja końcowa kolei Wensleydale Railway oraz stacja serwisowa firmy komunikacji autobusowej Dales & District. Wieś leży na antycznej rzymskiej drodze Dere Street, jednak po przebudowie w 1961 r. biegnąca dotąd starodawnym szlakiem szosa A1 ominęła wieś.
Leeming Bar od pobliskiej wsi Aiskew dzieli około 1 mila wzdłuż drogi A684 w kierunku zachodnim, natomiast od stolicy hrabstwa North Yorkshire Northallerton około 7 mil w kierunku wschodnim. Stąd wyrusza główny szlak wiodący od trasy A1 w głąb doliny Wensleydale.
W Leeming Bar funkcjonuje kościół anglikański i obejmująca średnio 100 uczniów szkoła tego samego wyznania. Najbliższe inne szkoły podstawowe znajdują się w bazie RAF i w Gatenby. W miejscu dawnego wiejskiego sklepu i biura pocztowego (do 2006 r.) powstała pizzeria Regency Pizza. Dwa parki, pub-hotel White Rose Hotel przy A684 i pub Willow Tree Inn przy dawnej drodze rzymskiej dopełniają obrazu wsi.

## Demografia
Leeming Bar w 2001 r. zamieszkiwały 1773 osoby, przy zagęszczeniu ludności 0,63 os./ha.